# Stazione di Fratta
Stazione di Fratta vasútállomás Olaszországban, Veneto régióban, Fratta Polesine településen.

## Vasútvonalak
Az állomást az alábbi vasútvonalak érintik:
- Verona-Rovigo-vasútvonal

## Kapcsolódó állomások
A vasútállomáshoz az alábbi állomások vannak a legközelebb: 
- Stazione di Lendinara (Stazione di Verona Porta Nuova, Verona-Rovigo-vasútvonal)
- Stazione di Costa (Stazione di Rovigo, Verona-Rovigo-vasútvonal)